# Sundbybergs Norra–Ulvsundasjöns järnväg
Sundbybergs Norra-Ulvsundasjöns järnväg (SUJ) var en Stockholms kommun tillhörig järnväg, endast upplåten för godstrafik. Spåret utgick från Sundbyberg, passerade på bro över Bällstaån, passerade sedan Mariehäll fram till Ulvsunda industriområde. Där delade den upp sig i ett antal industrispår.
Banan, som byggdes av Stockholms stad för att betjäna det nya industriområdet, var 3,6 km lång och öppnades för godstrafik den 1 oktober 1915. Till en början var Ranhammar ändstation men banan förlängdes några veckor senare, den 18 oktober 1915, till Ulvsunda station vid Ulvsundasjön. Stationen hade aldrig någon persontrafik men tog emot styckegods in på 1950-talet. Inspektorsbostaden och godsmagasinet finns kvar. 
Tankar fanns om att förlänga järnvägen till Lillsjönäs för att år 1918 anknyta till den planerade spårvägen från Alvik (linje 13, Ulvsundabanan). Spåren knöts dock samman först i början av 1940-talet men någon trafik kom aldrig till stånd och förbindelsespåren revs upp.
Trafiken utfördes av Stockholm-Westerås-Bergslagens Jernvägar (SWB) fram till dess förstatligande och därefter av Statens Järnvägar (SJ). Banan fick ett uppsving sedan Pripps byggt ett nytt bryggeri i området - 1971 flyttade Pripps från Münchenbryggeriet till Ulvsunda. Bryggeriet var banans största godskund med 5000 vagnar/år till slutet av år 2000. Sedan ville Banverket inte ansvara för spåren längre, och när bryggeriet dessutom lades ned år 2004 tynade trafiken bort.
Banan revs upp i september 2006 och 2009 återstod bara några få spårfragment här och där.  2010 försvann även dessa sista spårrester då Tvärbanans förlängning genom Ulvsunda industriområde byggdes ovanpå den gamla banvallen. I övrigt finns banvallen kvar nästan helt och hållet. Bron över Bällstaån samt två viadukter är dock avlägsnade. Banvallen under Bällstavägen har asfalterats och används som en gång- och cykelväg.